# 129214 Gordoncasto
129214 Gordoncasto è un asteroide della fascia principale. Scoperto nel 2005, presenta un'orbita caratterizzata da un semiasse maggiore pari a 2,9799159 UA e da un'eccentricità di 0,0537063, inclinata di 2,59434° rispetto all'eclittica.